# Reine des fourmis
Pour les articles homonymes, voir Reine des fourmis (homonymie).

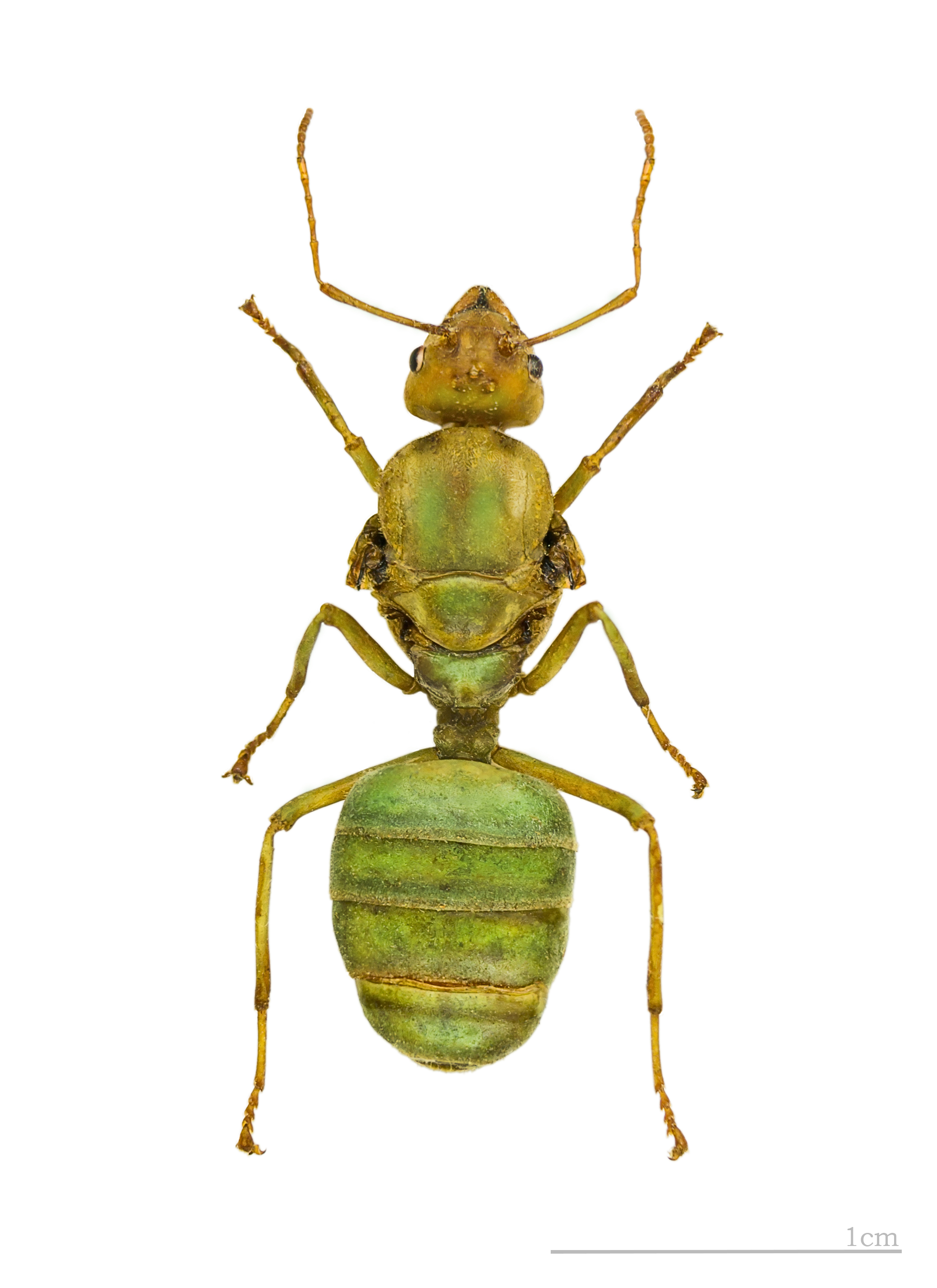
Oecophylla smaragdina reine.

Une reine fourmi est une fourmi femelle adulte et reproductrice dans une fourmilière. Les colonies ne possédant qu'une seule reine sont dites monogynes, tandis que les colonies possédant plusieurs reines sont dites polygynes.
Chez les espèces monogynes, et sauf dans certains cas particuliers, la reine est l'unique mère de toutes les autres fourmis de la colonie. Chez certaines espèces, telles que Cataglyphis cursor, la reproduction peut être asexuée par parthénogenèse ou clonage, mais dans la plupart des cas, l'accouplement a lieu lors d'un vol nuptial.
La reine a une espérance de vie plus longue que les ouvrières. Elle peut atteindre plusieurs dizaines d'années. Une reine Lasius niger a ainsi été tenue en captivité par l'entomologiste allemand Hermann Appel pendant plus de 28 ans. À l'état sauvage, la longévité maximale des reines de certaines espèces a été estimée à plus de 30 ans.

## Cycle de vie

### Développement
Les fourmis passent par quatre stades de développement : œuf, larve, pupe (avec parfois une phase intermédiaire en cocon) et les adultes.
Chez les fourmis, les œufs non fécondés donnent des mâles, tandis que les œufs fécondés donnent des femelles (futures reines ou ouvrières stériles). C'est la reine qui détermine si un œuf fécondé donnera une future reine ou une ouvrière. Les mâles et femelles reproducteurs disposent souvent d'ailes qui leur permettent de s'éloigner de la colonie lors du vol nuptial. On désigne parfois les fourmis femelles à ce stade sous le nom de « princesses ».

### Début de la vie

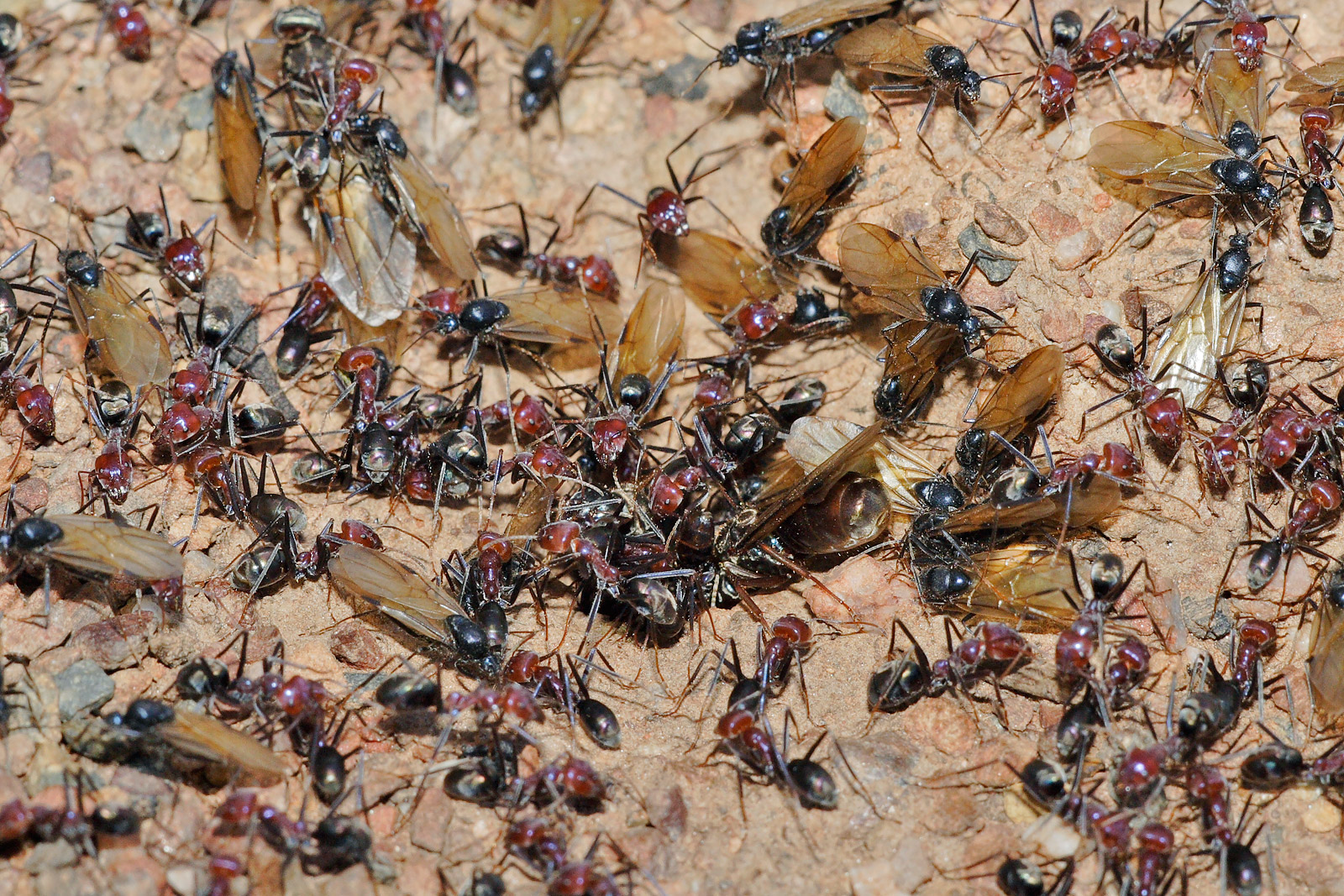
Les fourmis ailées essaiment du nid en préparation pour le vol nuptial.

Le vol nuptial au cours duquel les individus sexués des colonies de fourmis avoisinantes vont s'accoupler se déroule lorsque les conditions climatiques sont suffisamment clémentes en termes de température, humidité et faiblesse du vent.
Pour une même espèce, l'ensemble des vols est en règle générale simultané dans une zone géographique donnée ce qui permet un brassage génétique entre les mâles et femelles de différentes colonies. Les futures reines s'accouplent ainsi avec au moins un mâle issu d'autres colonies. Chez la plupart des espèces, les reines ne s'accouplent qu'avec un seul mâle et sont dites monandres, tandis que chez certaines espèces (comme par exemple chez les espèces du genre Atta) les reines peuvent s'accoupler avec plusieurs mâles et sont alors dites polyandres.
Les mâles ont une durée de vie relativement courte et meurent peu après l'accouplement. Leurs spermatozoïdes seront quant à eux conservés par la reine pendant toute sa vie dans un organe nommé spermathèque.
Une fois fécondée, la reine perd ses ailes et se met en quête d'un endroit pour fonder une nouvelle colonie, ou, dans le cas de certaines espèces polygynes (plusieurs reines par colonies), reviendra vers sa colonie d'origine.

### Rôle au sein de la colonie

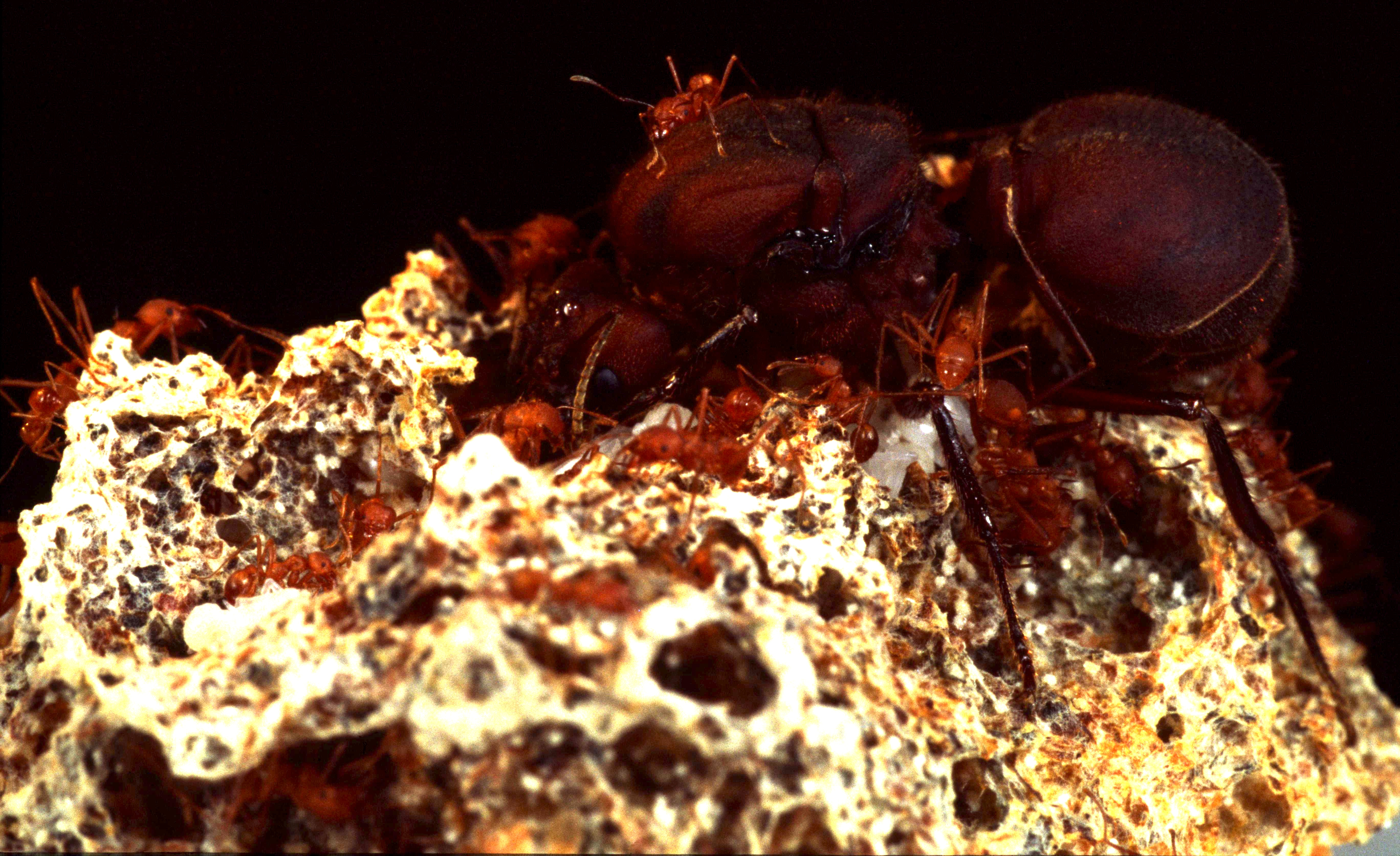
Fourmis champignonnistes (Atta colombica), reine et ouvrières sur leur champignon.

Une reine a en réalité très peu de contrôle sur la colonie dans son ensemble, sa fonction principale étant la reproduction. Une fois la colonie établie, ce sont les fourmis ouvrières qui s'occuperont de nourrir la colonie et d'entretenir la fourmilière.
La complexité apparente d'une fourmilière émerge d'une succession de comportements individuels relativement simples de chaque membre de la colonie, et non pas d'une tête pensante qui serait la reine, bien que cette dernière idée reste très populaire.
La reine pond des œufs pendant toute sa vie, ou jusqu'à épuisement des réserves de sa spermathèque. Dans le cas des espèces monogynes (une seule reine), la mort de la reine (ou l'arrêt de la ponte) est généralement synonyme du déclin puis de la mort de la colonie entière, puisque les ouvrières qui meurent ne sont alors plus remplacées.